# Tetiushi
Tetiushi (ruso: Тетюши; tártaro: Täteş, Тәтеш), antiguamente Tetyushskaya zastava (ruso, Тетюшская застава), localidad tártara de 11.931 habitantes según el censo ruso de 2002 (10.487, según el soviético de 1989). Localizada a la orilla del río Kuybyshev, está a 180 km de Kazán.
Fue fundada en 1781 y fue el centro de la principal batalla en la rebelión de Stenka Razin.
- Datos: Q196651
- Multimedia: Tetyushi / Q196651